# Грозненский русский драматический театр имени М. Ю. Лермонтова
Государственный русский драматический театр имени Михаила Юрьевича Лермонтова — основанный в 1904 году республиканский театр, расположенный в Грозном. У истоков создания театра стоял такой известный мастер русского театра, как Евгений Вахтангов. Впоследствии в театре работали народные артисты СССР Леонид Броневой и Иннокентий Смоктуновский, народные артисты РСФСР Римма Быкова, Мималт Солцаев, Муса Дудаев, народный артист Российской Федерации Руслан Хакишев, другие известные театральные деятели.

## История

### Становление
В 1904 году в Грозном появился рабочий театральный кружок. Евгений Вахтангов, который в то время работал во Владикавказском музыкально-драматическом кружке, поставил в грозненском кружке ряд спектаклей по пьесам русских и зарубежных классиков. Первой режиссёрской работой Вахтангова был спектакль «Больные люди» (по пьесе «Праздник примирения» Герхарда Гауптмана). В августе 1909 года владикавказский кружок представил на суд грозненской публики спектакль «Зиночка», в котором сам Вахтангов исполнил роль студента Магницкого.
В 1910 году Вахтангов переехал в Грозный. На сцене театрального кружка под его руководством были поставлены оперетта местного автора М. Попова, «Дядя Ваня» Антона Чехова и другие. Представления проходили на велотреке (позже парк имени Кирова).
В 1920-е годы по проекту архитектора А. Ларионова начали строить комплекс, включавший школу, театр, зал съездов. Театр строили на заложенном ещё в 1914 году фундаменте «доходного дома» местного нефтепромышленника Схиртладзе на улице Михайловской (ныне улица Сайпуддина Лорсанова). В 1928 году состоялось открытие театра. Первой постановкой, осуществленной 12 января 1929 года на сцене театра, была пьеса Ромашева «Конец Криворымска».
В 1938 году появилось специальное постановление Совнаркома Чечено-Ингушской АССР об открытии русского драматического театра. В ноябре 1938 года зрители увидели первую, после его официального признания, работу коллектива — спектакль по пьесе Николая Погодина «Человек с ружьём».
Русским театром руководили в разное время режиссёры М. Трофимовский, И. Гуревич, В. Игнатов, В. Белов, Е. Красницкий, А. Исаев, В. Губин, Н. Децик. В 1941 году, когда исполнилось 100 лет со дня гибели М. Ю. Лермонтова, театр был назван его именем.
До восстановления автономии Чечено-Ингушетии в 1957 году театр имел статус областного драматического театра.
На сцене театра ставились «Иванов» и «Дядя Ваня» Антона Чехова, «Преступление и наказание» Фёдора Достоевского, «Обыкновенная история» (инсценировка В. Розова по роману Ивана Гончарова), «Иркутская история» Алексея Арбузова, «В добрый час» А. Розова, «Настоящий человек» (инсценировка Т. Лондона по повести Бориса Полевого «Повесть о настоящем человеке»), «Гамлет» Уильяма Шекспира, «Мария Тюдор» Виктора Гюго, «На дне» Максима Горького, «Коварство и любовь» Фридриха Шиллера, «Бесприданница», «На всякого мудреца довольно простоты», «Волки и овцы» Александра Островского, «Клоп» Владимира Маяковского, «Маскарад» Михаила Лермонтова, «Трагедия человека» Имре Мадача и многие другие.

### Великая Отечественная война
В годы Великой Отечественной войны концертные бригады Грозненского русского театра выезжали на фронт. Артисты собирали деньги на строительство самолётов. За сбор средств театр был удостоен благодарности Верховного главнокомандующего. С 1942 по 1944 театр находился в эвакуации в Восточной Сибири.

### 1950—1980-е годы
В 1950-1954 годах главным режиссёром театра был Народный артист УССР Г. Полежаев. С 1950 по 1955 год перед каждым сезоном труппа театра почти полностью обновлялась. За сезон 1950—1951 годов состоялось 13 премьер. Естественно, при такой скорости подготовки спектаклей их качество неизбежно страдало.
Грозненцы не любят халтуры, безыдейной, пошлой стряпни, какую под видом искусства пытались преподносить в прошлом некоторые, с позволения сказать, «деятели» искусства
— писала газета «Грозненский рабочий» в октябре 1950 года.
В 1955 году режиссёром А. Ридалем была поставлена пьеса Виктора Розова «В добрый час!». Одну из главных ролей, Андрея Аверина, сыграл Леонид Броневой. Газета «Грозненский рабочий» писала:
Большой творческой удачей молодого артиста Л. Броневого является образ центрального героя спектакля Андрея Аверина. Тепло, с хорошим мягким юмором, смело и интересно лепит артист обаятельный, удивительно жизненный, в то же время сложный и противоречивый характер своего героя.
Леонид Броневой проработал в театре лишь один сезон. Он сыграл роль Мересьева в спектакле «Настоящий человек» (инсценировка Т. Лондона по повести Бориса Полевого «Повесть о настоящем человеке»), одну из ролей в спектакле «Собака на сене». Также он выступил в качестве режиссёра, поставив совместно с Е. Красницким детский спектакль-водевиль «Димка-невидимка».
В 1957 году состоялась премьера спектакля «Грозные дни», рассказывающего о гражданской войне в Чечне. Затем были поставлены «Иркутская история» А. Арбузова, «Неравный бой» В. Розова.
Театр представил на суд зрителей спектакли «Гамлет» (в главной роли Заслуженный артист ЧИАССР и РСФСР Г. Гладких) и «Анна Каренина» (в главной роли В. Плужникова). Режиссёром обеих постановок был Н. Децик, художником — Э. Валентинов.
В 1962 году оба республиканских драматических театра, национальный и русский, выступили на сцене Московского Кремлёвского театра. Чеченский театр показал столичным зрителям спектакль «Горянка» по пьесе Расула Гамзатова. Лермонтовцы представили работу «Верить человеку» Н. Музаева. Этот спектакль был показан по московскому телевидению. Министр культуры РСФСР А. И. Попов устроил приём в честь коллективов обоих театров.
Первым произведением национальной драматургии, которую поставил театр Лермонтова была пьеса «Верить человеку» Н. Музаева. Впоследствии по пьесам чеченских и ингушских авторов были поставлены «Я не буду одинок» А. Мальсагова, «Мы вернемся, нани!» и «К юрскому периоду» Ахмета Бокова.
Многие режиссёры Русского театра, такие, например, Н. Децик и В. Вайнштейн ставили спектакли и в театре Лермонтова, и в театре Нурадилова. В свою очередь, и Руслан Хакишев, и Мималт Солцаев осуществили ряд постановок на сцене театра Лермонтова.
Во время Всесоюзного фестиваля венгерской драматургии в 1979 году около двухсот театров по всей стране поставили спектакли по пьесам венгерских авторов. Театр Лермонтова поставил пьесу Имре Мадача «Трагедия человека». Работа постановщика, главного режиссёра театра, Заслуженного деятеля искусств Чечено-Ингушетии, лауреата премии Ленинского комсомола Мималта Солцаева была отмечена дипломом и премией, диплом за исполнительское искусство был вручён народному артисту РСФСР В. Н. Оглоблину.

### Период с 1990-х годов по настоящее время
В результате политический нестабильности и двух войн, прошедших на территории Чеченской Республики, театр фактически прекратил своё существование. Здание театра было разрушено, а большинство артистов покинуло республику. После почти 15-летнего перерыва театр Лермонтова возобновил свою работу. 9 апреля 2005 года был открыт 67-й театральный сезон премьерой спектакля «За чем пойдешь, то и найдешь» по трилогии Александра Островского.
5 июня 2005 года в рамках Дней культуры Чеченской Республики в Москве в Центральном Доме актёра состоялся вечер «Был такой театр», посвящённый театру Лермонтова. Был представлен отрывок из спектакля «За чем пойдешь, то и найдешь». Руководство Чечни вручило почётные звания и благодарственные письма бывшим и действующим работникам театра. Театру была присуждена медаль Лермонтова. Вечер завершился уже под другим названием: «Был такой театр. Есть такой театр».
В сентябре 2005 года театр был приглашён в Новочеркасск на фестиваль русских театров Юга России «Комплимент». Спектакль «За чем пойдешь, то и найдешь» был очень хорошо принят зрителями и критикой. Коллектив стал обладателем Гран-при фестиваля по двум номинациям:
- за возрождение театра;
- за лучшую сценографию и художественное оформление спектакля[6].

В том же году театр Лермонтова принял участие в фестивале комедийного жанра «Улыбка друзей» в Нальчике.
Совместно с Детским фондом ЮНИСЕФ был подготовлен детский спектакль «Не хочу быть Сярмиком» (чечен. Сярмик — дракон) по сценарию Мусы Ахмадова, благотворительные показы которого прошли в конце 2005 — начале 2006 годов.
В июне 2006 года главным режиссёром театра стал Мималт Солцаев. Он оставался на этой должности до своей смерти в 2013 году.
В сентябре 2007 года театр принял участие во Втором международном фестивале «Комплимент» в Новочеркасске и был награждён дипломами в пяти номинациях:
- диплом участника фестиваля;
- диплом за преданность театральному делу;
- диплом автору за самое страстное и актуальное произведение (Мималт Солцаев);
- диплом за лучший актёрский дуэт (образ генерала Ермолова, созданный Народным артистом Чеченской Республики Али Марисултановым);
- диплом за лучший актёрский дуэт (образ Бейбулата Таймиева, созданный народным артистом ЧР Бай-Али Вахидовым)[6].

В послевоенный период театр не имел своего концертного зала, поэтому труппе приходилось репетировать в грозненском доме культуры «Оргтехника». В июне 2012 года открылось новое здание театра. Зрительный зал театра рассчитан на 500 мест. Сценическое оборудование отвечает современным мировым стандартам: оркестровая яма может подниматься и опускаться, сцена сконструирована так, что самое дальнее зрительское место находится всего в 17 метрах от сцены. В театре есть репетиционный зал на 100 зрительских мест, современные гримёрные и комплекс производственных мастерских. Перед зданием установлен памятник Михаилу Лермонтову.

## В филателии
В 1991 году был выпущен художественный маркированный конверт с изображением здания театра.

### Статьи
- Абаджан Г. В год золотого юбилея // Грозненский рабочий : газета. — 1988. — № 11 ноября. — С. 4.
- Абалаева Малика. Обретённое счастье // Вести республики : газета. — 2012. — № 192. — С. 8.
- Абалаева Малика. От судьбы никуда не уйдёшь... // Вести республики : газета. — 2012. — № 219(1902). — С. 6.
- Абалаева Малика. «Звезда Кавказа» - призыв к нравственности // Вести республики : газета. — 2013. — № 182. — С. 3.
- Абалаева Малика. «Звезда Кавказа» - воплощение добра и гуманности // Вести республики : газета. — 2013. — № 133. — С. 3.
- Абалаева Малика. «Брак по расчёту» // Вести республики : газета. — 2013. — № 1—2(1935).
- Абалаева Малика. Удачный дебют // Вести республики : газета. — 2014. — № 12.
- Абалаева Малика. Успешная премьера «Дорогой снохи» // Вести республики : газета. — 2012. — № 23 октября. — С. 4.
- Абетаева М. Здравствуй, театр! // Вести республики : газета. — 2011. — № 120. — С. 3.
- Абетаева М. Увидим новые постановки // Вести республики : газета. — 2010. — С. 4.
- Абетаева М. «… Я не могу сказать, что стал актёром, я иду к этому…» // Вести республики : газета. — 2010. — № 205. — С. 4.
- Аюбов Замид. Аплодисменты от «Комплимента» // Молодёжная смена : газета. — 2005. — № 88. — С. 7.
- Аюбов Замид. Есть такой театр // Молодёжная смена : газета. — 2005. — № 46(249). — С. 3.
- Белолипецкий В. Надежды оправданы // Грозненский рабочий : газета. — 1962. — № 8 марта.
- Белявская Р. «Гамлет» // Кавказская здравница : газета. — 1964. — № 8 сентября.
- Бермус Г. «Маскарад» // Грозненский рабочий : газета. — 1963. — № 27 февраля.
- Берсанукаева Хеди. Добро пожаловать, коллеги! // Вести республики : газета. — 2005. — № 32. — С. 4.
- Берсанукаева Хеди. Есть такой театр! // Грозненский рабочий : газета. — 2005. — № 12 августа. — С. 3.
- Берсанукаева Хеди. Прощай, 74-й театральный сезон // Вести республики : газета. — 2005. — № 9 августа. — С. 4.
- Виноградов Б. «Анна Каренина» // Грозненский рабочий : газета. — 1960. — № 9 октября.
- Газиева Аза. Всеми любимый театр русской драмы // Вести республики : газета. — 2010. — № 99(1282).
- Джамулаев Аслан. Занавес поднят // Молодёжная смена : газета. — 2012. — № 46. — С. 1.
- Егоров Н. Что мешает росту областного театра // Грозненский рабочий : газета. — 1952. — № 19 января.
- Исаев Тауз. Третья премьера // Вести республики : газета. — 2007. — № 76. — С. 4.
- Исаев Тауз. Чехов в классическом прочтении // Молодёжная смена : газета. — 2012. — № 8 декабря.
- Каштарова Замина. Лермонтовке - 75! // Вести республики : газета. — 2013. — № 245. — С. 8.
- Культурное строительство в Чечено-Ингушетии (июнь 1941 - 1980 гг.). — Грозный: Чечено-Ингушское книжное издательство, 1985.
- Лабазанов Муса. «Рыцари кавказских гор» // Столица + : газета. — 2008. — № 85. — С. 3.
- Луккер В. В стороне от главной линии // Грозненский рабочий : газета. — 1955. — № 17 мая.
- Луккер В. «Димка-Невидимка» // Грозненский рабочий : газета. — 1956. — № 7 января.
- Магомаева Диана. Скоро премьера! // Вести республики : газета. — 2012. — № 33.
- Муртазалиева Асет. Две жизни русского театра // Грозненский рабочий : газета. — 2014. — № 2(21349). — С. 6.
- Очман А. Маяковский на сцене Грозненского театра // Грозненский рабочий : газета. — 1965. — № 30 октября.
- Полонская Е. «Иркутская история» // Грозненский рабочий : газета. — 1960. — № 13 апреля.
- Полонская Е. Суд времени // Грозненский рабочий : газета. — 1970. — № 6 марта.
- Полонская Е. «Мы вернёмся, нани!» // Грозненский рабочий : газета. — 1973. — № 17 декабря.
- Развитой социализм: культура и личность. — Грозный: Чечено-Ингушское книжное издательство, 1984. — С. 104.
- Ризаева Сабина. Рыцари кавказских гор // Молодёжная смена : газета. — 2008. — № 46—47.
- Сергеев Н. «В добрый час!» // Грозненский рабочий : газета. — 1955. — № 23 октября.
- Стасова З. Первые шаги сделаны // Вести республики : газета. — 2006. — № 33(395). — С. 3.
- Сулумова Дэти. Театр идёт в ногу со временем // Вести республики : газета. — 2011. — № 188. — С. 4.
- Ташаева Роза. В преддверии премьеры // Вести республики : газета. — 2007. — № 36(510).
- Темерсултанова Хава. «Али-Баба» в Русском театре // Столица + : газета. — 2014. — № 9.
- Умаев Ислам. Русскому театру - 70 лет! // Столица + : газета. — 2008. — № 22.
- Фёдорова Зинаида. Русский театр: второе рождение // Столица + : газета. — 2012. — № 23. — С. 3.
- Фёдорова Зинаида. Лермонтовский: жил и будет жить // Вести республики : газета. — 2006. — № 33(395). — С. 3.
- Цамаева Розана. Театр приглашает // Молодёжная смена : газета. — 2012. — № 58(988). — С. 3.

на чеченском языке
- Берсанукаева Хеди. Йолуш ю Лермонтовн цӏарах театр (чеченский) // Даймохк : газета. — 2005. — № 64. — С. 3.
- Вахаева А. М. Лермонтовн цӏарахчу театрехь кхин а цхьа премьера хилла (чеченский) // Даймохк : газета. — 2012. — № 137.
- Дикаева Я. М. Лермонтовн театрехь - керла спектакль (чеченский) // Даймохк : газета. — 2013. — № 107. — С. 4.
- Саралиева Т. Нохчийн Республикан кхиаран некъа тӏехь (чеченский) // Даймохк : газета. — 2012. — № 65.
- Саралиева Т. Театр схьайиллина! (чеченский) // Даймохк : газета. — 2012. — № 66. — С. 3.
- Эльдерханова З. Пачхьалкхан М. Ю. Лермонтавн цӏарахчу Оьрсийн драматически театран - 75 шо (чеченский) // Даймохк : газета. — 2013. — № 145. — С. 4.